# Notes of Berlin

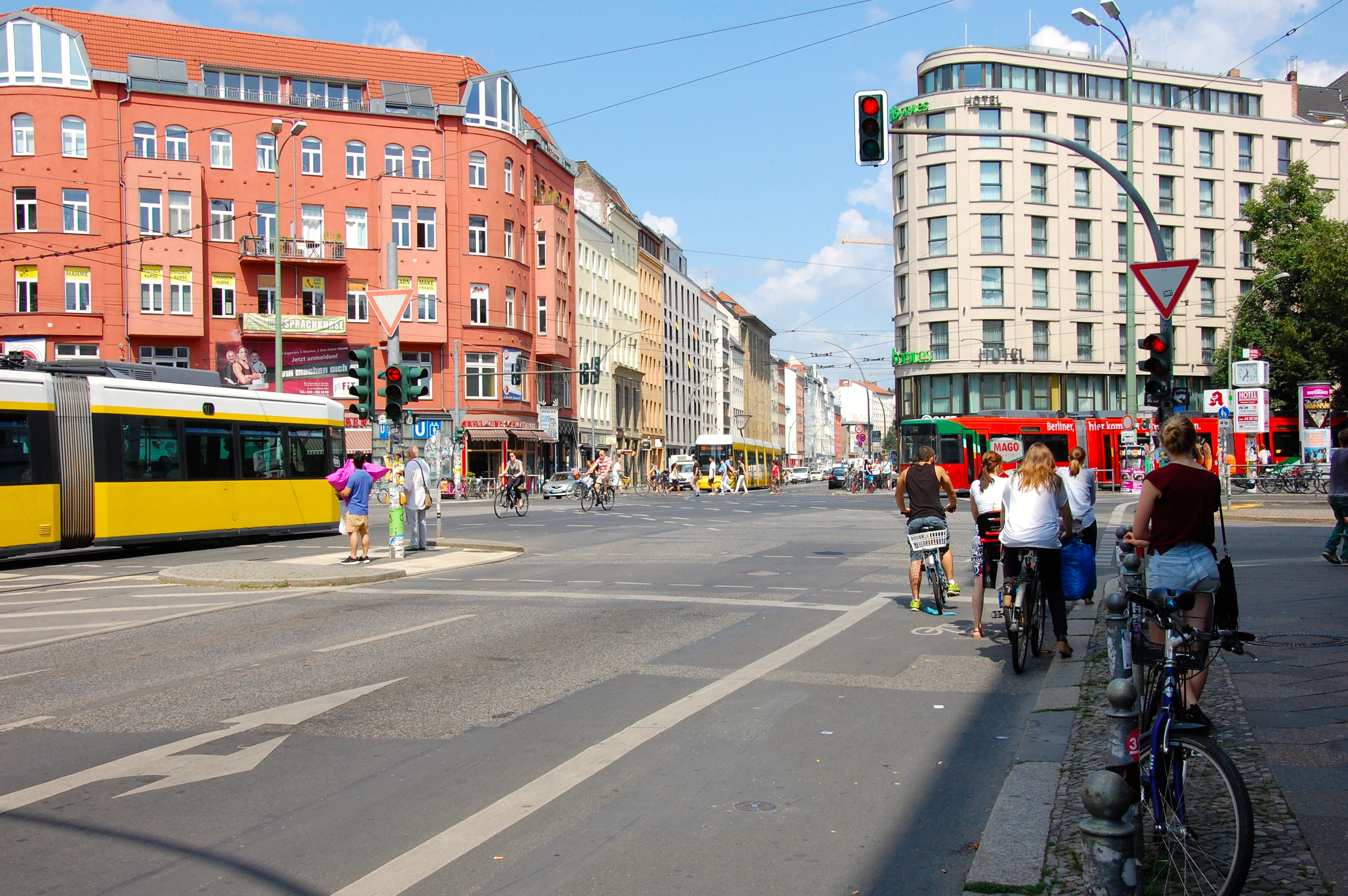
Ausgangspunkt des Films ist eine Kreuzung in Berlin (Drehort: Rosenthaler Platz)

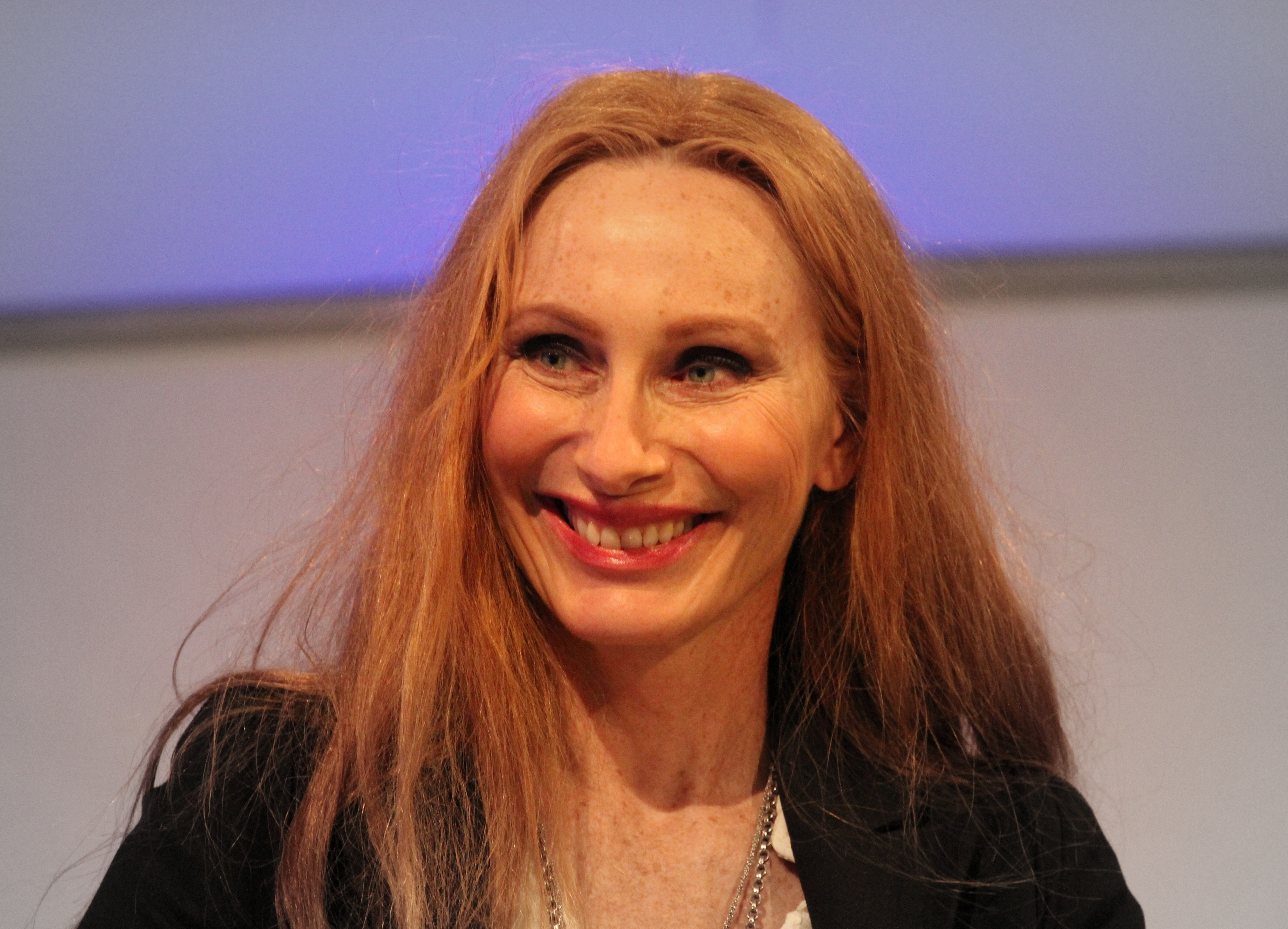
Andrea Sawatzki ist eine der wenigen prominenten Besetzungen (Foto von 2015)

Notes of Berlin ist ein deutscher Episodenfilm von Mariejosephin Schneider aus dem Jahr 2020, in dem Geschichten erzählt werden, die durch Zettelbotschaften auf Berlins Straßen inspiriert sind. Der Film wurde am 10. Oktober 2020 beim Filmfestival Warschau uraufgeführt, Premiere in Deutschland war am 31. Oktober 2020 bei den Biberacher Filmfestspielen. Am 5. März 2023 wurde der Film erstmals in der Sendereihe Debüt im Ersten im Nachtprogramm ausgestrahlt.

## Handlung
Der Film erzählt in Episoden von Begegnungen zwischen Menschen im sommerlichen Berlin, wobei die einzelnen Episoden lose miteinander verbunden sind und sich einzelne Elemente wiederholen. Zwischen den Episoden werden immer wieder die an Laternen, Stromkästen, Bäumen, Hauswänden oder Türen angebrachten Zettel gezeigt, wie sie auf Berlins Straßen typisch sind.
Der Film beginnt mit der Einblendung des Satzes „Das Herz der Stadt schlägt auf der Straße“.
Ein junger Mann liest im Morgengrauen an einer Kreuzung beim Urinieren auf einem englischsprachigen Zettel, man solle sich die Zeit nehmen, in den Himmel zu schauen, um festzustellen, wie außergewöhnlich das Leben sei. Als er auf die Straße tritt und ein Foto vom Himmel knipst, wird er von einem heranfahrenden Auto überfahren.
Ein in seinem Van lebender Amerikaner hat nach einer Nacht mit einer jungen Frau verschlafen und macht sich auf den Weg zu einem Termin, wobei der Van liegenbleibt. Seine Begleitung entscheidet sich, nachdem sie sein Alter erfährt, zurück ins Berghain zu gehen.
Zwei Männer mit ihren Hunden unterhalten sich an einer Haltestelle. Der alte Mann erzählt, dass er in die Haufen seines Hundes „Baader“ kleine US-Flaggen steckt, als politisches Statement bzw. seine persönliche Streetart. Da springt der Hund in eine Straßenbahn und fährt davon.
Eine Studentin sucht ein neues WG-Zimmer und nimmt an einem Casting teil, was einem unangenehmen Verhör gleichkommt. Als dieses eskaliert und sie aus der Wohnung geworfen werden soll, ergreift sie einen Akkuschrauber, rennt in das Zimmer und schraubt es von innen zu.
Ein türkisches Mädchen gesteht ihrer Mutter in einem Café, dass sie schwanger sei und ihre Hilfe brauche, worauf ihr die Mutter zunächst rät, es nicht zu bekommen. Darüber entwickelt sich mit den anderen Gästen eine hitzige Diskussion. Schließlich versöhnen sich Mutter und Tochter und sie bringen in der Stadt Zettel an, mit denen sie dem Kindsvater die Nachricht mitteilen möchten.
„Baader“ streunt durch die Stadt und trifft in einem Hinterhof auf einen Küchenangestellten; aus dem Restaurant hört man den schimpfenden Chef. Der Mann stiehlt etwas zu essen und rennt mit dem Hund davon, um am Flussufer gemeinsam zu picknicken. Als der Chef ihn anruft und ihn rauswirft, erwidert der Mann, dass er sowieso nicht wiedergekommen wäre.
Ein Rollstuhlfahrer stellt eine Frau zur Rede, die an Bäumen Zettel anbringt, um den Finder ihrer verlorenen 70 Euro zu erreichen. Er fordert sie auf, den letzten Satz „Dein Karma wird es Dir danken.“ zu streichen, da es Menschen gebe, denen es viel schlechter ginge. Während seiner Argumentation steht der Mann aus seinem Rollstuhl auf.
Ein zurückgezogen lebender Gamer bekommt von einem Lieferanten ein Kaninchen in die Hand gedrückt, das im Treppenhaus saß. Nun macht er sich im Haus auf die Suche nach dessen Besitzer, wobei er zum ersten Mal seine Nachbarn kennenlernt. Er behält das Kaninchen und hört mit an, wie sich ein streitendes Nachbarpärchen trennt.
Die Mutter des zu Beginn getöteten Mannes bekommt im Krankenhaus die Sachen ihres Sohns ausgehändigt und begibt sich an den Unfallort. Im Telefonat teilt sie ihrem Mann mit, dass es sich um eine ganz normale Kreuzung handele. Sie betrachtet verzweifelt den Zettel, den ihr Sohn gelesen hatte. Anschließend geht sie in eine Kneipe.
Der berühmte Künstler Terry Savage soll seine Werke in einer Galerie ausstellen, erscheint aber nicht wie erwartet dort, woraufhin sich ein Angestellter auf die Suche macht. Die Galeristen betrachten währenddessen die Live-Übertragung von brutzelndem Speck des Künstlers.
Als die junge Stella am Vorabend ihres 19. Geburtstags von ihren Freunden ausgenutzt wird, kommt ihr Dragqueen Miriam zu Hilfe. Diese nimmt Stella mit in eine Bar, wo sie mit anderen Dragqueens auf ihren Geburtstag anstoßen. Sie schminken und frisieren Stella, anschließend singen sie gemeinsam.
Ein Taxifahrer nimmt am Potsdamer Platz den betrunkenen Terry Savage mit, der davon ausgeht, er sei in Paris. Er verlangt, zum Eiffelturm gefahren zu werden, woraufhin ihn der Taxifahrer letztlich am Funkturm absetzt.
Rawad, der als Reinigungskraft arbeitet, ist in Geldnöten und beginnt mit einem Kollegen, Handys in der S-Bahn zu stehlen, die sie dann einem Bulgaren überreichen. Als er bei einer Tat gerade noch einem hinterhereilenden Opfer entkommen kann, wird er von einem bekannten Kioskbesitzer auf die Zettel hingewiesen, auf denen steht, er werde Vater. Er ruft daraufhin seine Freundin an.
Zum Schluss des Films sieht man zwei Straßenreiniger an der Unfallkreuzung, die sich kurz darüber unterhalten, was auf dem englischsprachigen Zettel wohl geschrieben stehe.

## Produktion
Der Film wurde vom 10. bis 31. Juli 2015, vom 9. September 2016 bis 17. Oktober 2016 und vom 5. bis 12. Juli 2017 in Berlin gedreht, kam allerdings erst 2021 in die Kinos.
Der Film ist eine Koproduktion von Nico Kupferberg Film, der Deutschen Film- und Fernsehakademie Berlin (dffb), Mariejosephin Schneider, Clemens Köstlin und des Rundfunks Berlin-Brandenburg (rbb). Eine Förderung erfolgte durch das Medienboard Berlin-Brandenburg.
Seine Premiere hatte der Film am 10. Oktober 2020 beim Filmfestival in Warschau, die Deutschlandpremiere erfolgte drei Wochen später, am 31. Oktober 2020, bei den Biberacher Filmfestspielen. In die deutschen Kinos kam der Film am 9. September 2021, nachdem der ursprünglich geplante Start am 14. Januar 2021 aufgrund der COVID-19-Pandemie verschoben werden musste.
Bei den Zettelbotschaften, die im Film gezeigt werden, handelt es sich um authentische Fundstücke aus Berlin. Diese werden seit 2010 von dem Kulturwissenschaftler Joab Nist fotografiert und in seinem Blog und Instagram-Kanal unter dem Namen Notes of Berlin mit den Lesern geteilt; 2019 erschien eine Auswahl als Buch. Darunter finden sich oft herzerwärmende, kuriose oder aber auch tragische Botschaften. Dies lieferte die Idee für den Film. Die Regisseurin und Drehbuchautorin Mariejosephin Schneider wurde selbst 1976 in Berlin geboren und war fasziniert von der Zettelsammlung. Notes of Berlin ist ihr Langfilmdebüt als Regisseurin. Für den Film wurden insgesamt 6.000 Zettel gesichtet. In dem Film, der ohne Hauptfigur auskommt, sollten diese als Protagonisten die einzelnen Episoden verbinden. Laut Schneider konnten viele geplante Geschichten nicht realisiert werden, da es wenig finanzielle Unterstützung gab. Deswegen hätten sich auch die Dreharbeiten durch mehrfache Unterbrechungen lang hingezogen, auch habe sie mittendrin ein Kind bekommen.
Die verantwortliche Filmeditorin des Films, Inge Schneider, war die Mutter von Regisseurin und Drehbuchautorin Mariejosephin Schneider. Notes of Berlin war ihre letzte gemeinsame Arbeit. Sie starb 2021 vor dem offiziellen Kinostart, konnte auf den Biberacher Filmfestspielen 2020 den Erfolg des Films noch miterleben.

## Rezeption

### Kritiken
Das Lexikon des internationalen Films vergibt 4 von 5 Sternen. Es handele sich bei Notes of Berlin um einen „[k]urzweilige[n] Episodenfilm über Menschen und Lebenssituationen in Berlin, die von Aushängen an Laternenpfählen, in Treppenhäusern oder Hinterhöfen inspiriert sind“. Durch ein tolles Ensemble und das verwendete 4:3-Format entstünde „ein zwischen satirischer Überspitzung und Mumblecore changierender Realismus“. Der Film setze mutig auf Fragment und Flüchtigkeit. So würde sich der Film der oft unspektakulären Berliner Wirklichkeit trocken und liebevoll annähern.
Oliver Armknecht bewertet den Film in seiner Besprechung bei film-rezensionen.de mit insgesamt 6 von 10 Punkten. Die einzelnen Episoden schwanken hinsichtlich Tonalität und Qualität, Die Sammlung funktioniere als Momentaufnahme jedoch ganz gut. Aufgrund vieler unbekannter Gesichter neben den Prominenten Tom Lass und Andrea Sawatzki wirke der Film authentisch. Nicht alle Episoden seien auf dem gleichen Niveau, Höhepunkte sind für Armknecht die Szene an der Kreuzung mit einer starken Sawatzki, die zu Herzen ginge, und das absurde WG-Casting.
In der Süddeutschen Zeitung schreibt Lilian Köhler, dass es der Regisseurin Schneider gelinge, „den situativen, grundehrlichen Charakter der Zettelbotschaften glaubhaft zu inszenieren“. Einige Episoden seien eine unbeschwerte Liebeserklärung an Berlin, wobei der Tenor des Films gegenüber Berlin ambivalent bleibe. In den meisten Episoden werde die Stadt so dargestellt, wie viele sie sich vorstellen, wozu auch das „Klischee-Bild der chaotisch absurden Hipster-Großstadt“ gehöre.
Ulla Hanselmann beschreibt den Film bei ihrer Darstellung als Fernsehtipp in den Stuttgarter Nachrichten als „zauberhafte[n] Episodenfilm“, der durch Zettelbotschaften in Berlin inspiriert wurde. Mit diesen werde die Seele der Stadt auf den Punkt gebracht. Hanselmann lobt, dass Andrea Sawatzki dieses Nachwuchsprojekt mit ihrer Rolle unterstütze, bemängelt jedoch, dass der Film („Qualitätsware“) im Fernsehen auf einem sehr unattraktiven Sendeplatz versendet werde. Insgesamt sei der Film „eine Liebeserklärung an die Hauptstadt und ihre Bewohnerinnen und Bewohner“.

### Auszeichnungen
Bei den 42. Biberacher Filmfestspielen 2020 wurde der Film mit drei Bibern ausgezeichnet, als Bester Debütfilm, mit dem Publikumspreis und dem Preis der Schülerjury.